# Schizokaria
Schizokaria (ang. schizocaria, catastrophic schizophrenia) – zarzucone określenie rzadkich postaci schizofrenii o nagłym początku i wyjątkowo niekorzystnym, katastroficznym przebiegu. Termin schizokarii (niem. Schizokarie, także schizophrene Katastrophe) wprowadził Friedrich Mauz w 1930 roku. W pierwszych dekadach po opisaniu schizofrenii przez Eugena Bleulera ten podtyp schizofrenii stanowił około 10% przypadków choroby. Manfred Bleuler prowadzący badania nad przebiegiem schizofrenii począwszy od lat 30. i 40. stwierdził, że częstość tego podtypu z biegiem lat znacznie się zmniejszyła. W latach 80. szacowano ją na około 4%.